# Big Comic Original
Big Comic Original (ビッグコミックオリジナル Biggu Komikku Orijinaru?) es una revista antológica japonesa de manga de demografía seinen, publicada por la editorial Shōgakukan, que apunta hacia audiencias principalmente masculinas, generalmente adolescentes mayores (adolescentes +16) y jóvenes adultos. 

## Manga publicado en Big Comic Original

### Manga publicado actualmente
- Abu-san (あぶさん?) de Shinji Mizushima.
- Ajisai no Uta (あじさいの唄?) de Morimotomaru.
- Akabei (赤兵衛?) de Hiroshi Kurogane.
- Andōnatsu (あんどーなつ?) de Yūji Nishi (historia) y Terry Yamamoto (arte).
- Bengoshi no Kuzu (弁護士のくず?) de Hideo Iura.
- Claude (蔵人』（クロード） Kurōdo?) de Akira Oze.
- Dr. Kotō Shinryōjo (Dr.コトー診療所?) de Takatoshi Yamada
- El teatro de Rumiko de Rumiko Takahashi.
- Furo Manga (フロマンガ?) de Sensha Yoshida.
- Furo no Hitorigoto (玄人のひとりごと?) de Tōru Nakajima.
- Gaku: Minna no Yama (岳 みんなの山?) de Shin'ichi Ishizuka.
- Genmai sensei no bentōbako (玄米せんせいの弁当箱?) de Osamu Uoto.
- Haguregumo (浮浪雲?) de George Akiyama.
- Hige to Boin (ヒゲとボイン?) de Kō Kojima.
- Hyakunen Senryū (百年川柳?) de Yoshiie Gōda.
- Kaze no Daichi (風の大地?) de Nobuhiro Sakata (historia) y Eiji Kazama (arte).
- Sanchōme no Yūhi (三丁目の夕日?) de Ryōhei Saigan.
- Shinya Shokudō (深夜食堂?) de Yarō Abe.
- Tasogare Ryūeigun (黄昏流星群?) de Kenshi Hirokane.
- Tsuribaka Nisshi (釣りバカ日誌?) de Jūzō Yamasaki (historia) y Ken'ichi Kitami (arte).
- Ugokashiya (うごかし屋?) de Seimu Yoshizaki.

### Otros mangas publicados
- Monster
- Pluto

## Revistas relacionadas
- Big Comic
- Big Comic Spirits